# 角田長雄
角田 長雄（つのだ ながお、1902年〈明治35年〉 - 没年不明）は、日本の地主。

## 人物
東京府荏原郡碑衾村大字碑文谷出身。角田元亮の長男。母・いくは現在の世田谷区北沢の地主・阿川信平の妹。1931年、家督を相続した。東京府立園芸学校を卒業し、1年志願兵となり陸軍砲兵少尉に任ぜられた。地主として知られた。1934年、清水池公園のために若干の土地を寄付した。戦後、公職追放となった。住所は東京市目黒区碑文谷。

## 家族・親族
角田家
- 祖父・長廣[8]
- 父・元亮（1867年 - ?、地主[8]、農業[9]） - 1887年に家督を相続する[8]。
- 母・いく（1883年 - ?、東京、阿川信平の妹）[2][5]
- 弟
  - 傳（1904年 - ?、日本大学歯科出身[10]、日大歯科勤務）[2]
  - 廣（1912年 - ?、東京農業大学出身）[2]
  - 淳（1914年 - ?）[2]
- 妹[2]

親戚
- 阿川信平（地主）[5][11]